# Підгорецький замок (монета)
«Підгоре́цький за́мок» — пам'ятна монета номіналом 5 гривень, випущена Національним банком України, присвячена історико-архітектурному шедевру XVII століття, одному із найкрасивіших замків України в стилі ренесанс. Підгорецький замок — триповерховий палац зі службовими приміщеннями, які утворювали квадратний двір, терасою з балюстрадою і скульптурами, відкритими аркадами-галереями — рідкісне поєднання палацу й оборонної споруди, що за вишуканістю не поступається французькому Версалю. Ця пам'ятка архітектури розташована в селі Підгірці Бродівського району Львівської області.
Монету введено в обіг 23 вересня 2015 року. Вона належить до серії «Пам'ятки архітектури України».

## Опис монети та характеристики
| Номінал грн. | Метал      | Маса, г | Діаметр, мм | Якість виготовлення       | Гурт     | Тираж, штук |
| ------------ | ---------- | ------- | ----------- | ------------------------- | -------- | ----------- |
| 5            | нейзильбер | 16,54   | 35,0        | спеціальний анциркулейтед | рифлений | 35 000      |

### Аверс
На аверсі монети розміщено: угорі напис «УКРАЇНА», під яким — малий Державний Герб України; унизу номінал — «5/ГРИВЕНЬ»; у центрі — стилізований бароковий картуш із зображенням плану замку. На монеті з нейзильберу унизу ліворуч розміщено логотип Монетного двору Національного банку України.

### Реверс
На реверсі монети зображено Підгорецький замок, на передньому плані вершників, на дзеркальному тлі розміщено написи — «ПІДГОРЕЦЬКИЙ ЗАМОК» (угорі півколом), «XVII ст.» (унизу).

## Автори
- Художник — Микола Кочубей.

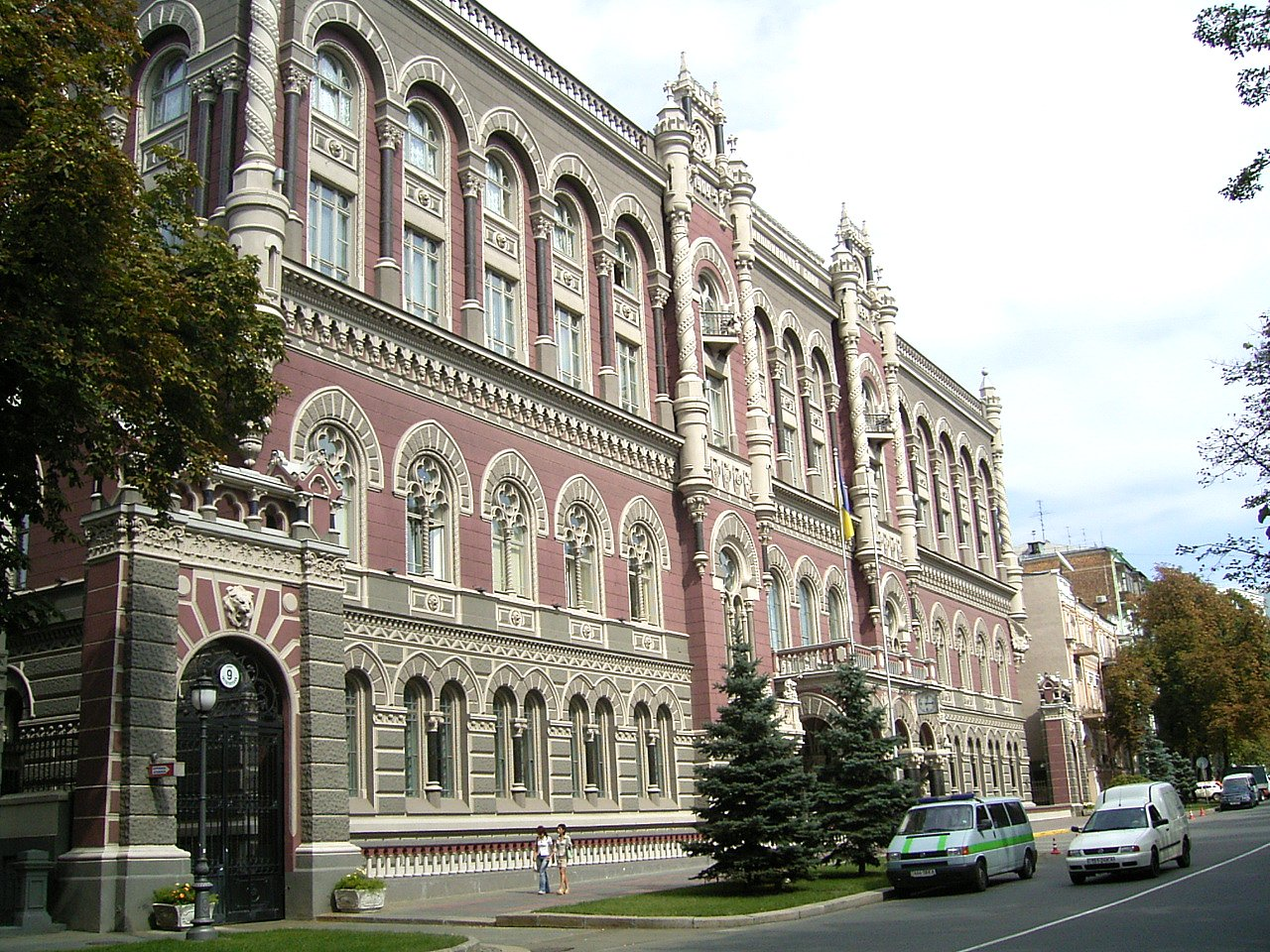
Будівля Національного банку України

- Скульптори: Святослав Іваненко, Володимир Атаманчук.

## Вартість монети
Під час введення монети в обіг у 2015 році, Національний банк України реалізовував монету через свої філії за ціною 29 гривень.
Фактична приблизна вартість монети з роками змінювалася так:
| Рік        | 2016 | 2017 | 2018 | 2019 | 2020 | 2021 | 2022 | 2023 | 2024 | 2025 |
| ---------- | ---- | ---- | ---- | ---- | ---- | ---- | ---- | ---- | ---- | ---- |
| Ціна, грн. | 45   | 55   | 60   | 65   | 65   | 80   | 90   | 300  | 330  | 320  |